# Атеизм

Символ атеизма, победивший на конкурсе Международного альянса атеистов в 2007 году, создан Дайан Ридом.

Ещё один символ атеизма — схематическое изображение атома (также символ науки)

Атеи́зм (др.-греч. ἄθεος — «отрица́ние бо́га, безбо́жие»; от ἀ — «без» + θεός — «бог») — отвержение веры в существование любого божества/бога или уверенность в том, что богов не существует. В более широком смысле атеизм — простое отсутствие веры в существование богов.
Противоположность атеизму — теизм, понимаемый в самом общем случае как вера в существование одного или нескольких богов.
Атеизм часто понимается также как отрицание существования сверхъестественного вообще — богов, духов, других нематериальных существ и сил, загробной жизни и т. д. По отношению к религии атеизм — мировоззрение, отрицающее религию как веру в сверхъестественное.
Для атеизма характерна убеждённость в самодостаточности естественного мира (природы) и в человеческом (не сверхъестественном) происхождении всех религий, в том числе религий откровения. Многие из тех, кто считает себя атеистом, скептически относятся к наличию любых сверхъестественных существ, явлений и сил, указывая на отсутствие эмпирических свидетельств их существования. Другие приводят доводы в пользу атеизма, опираясь на философию, социологию или историю. Большая часть атеистов является сторонниками светских философий, таких как гуманизм и натурализм. Не существует единой идеологии или шаблона поведения, присущего всем атеистам.
Термин «атеизм» появился как уничижительный эпитет, применявшийся к любому человеку или учению, находившемуся в конфликте с установившейся религией. И только позднее это слово стало означать определённую философскую позицию. С распространением свободы убеждений, свободы мысли, научного скептицизма и критики религии этот термин стал приобретать более конкретное значение и начал использоваться атеистами для самообозначения.

## Этимология

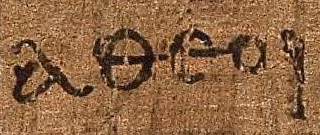
Греческое слово αθεοι (atheoi) в Послании к Ефесянам на папирусе начала III века. Обычно переводится как «безбожники»

В раннем древнегреческом языке прилагательное ἄθεος означало «отрицающий богов». Слово стало означать намеренное, активное безбожие в V веке до н. э. и приобрело смысл «разорвавший отношения с богами», «отрицающий богов, безбожник». К тому, кто отрицал местных богов, хотя при этом мог верить в других богов, стали применять термин ἀσεβής — «нечестивый». Сегодня слово atheos в классических текстах иногда переводится как «атеистический». Также было абстрактное имя существительное ἀθεότης, «атеизм». Цицерон сделал латинскую транслитерацию греческого слова — atheos. Термин широко использовался в спорах между ранними христианами и язычниками, причём каждая сторона уничижительно обозначала им своих оппонентов.
Слово атеист впервые было использовано для обозначения практического безбожия в 1577 году. Позднее возникли родственные слова: деист — в 1621 году, теист — в 1662, теизм — в 1678 (по другим источникам — в 1743), деизм — в 1682 и нетеизм — в 1852. Значения слов «деизм» и «теизм» несколько изменились в районе 1700 года под влиянием атеизма. Слово «деизм» изначально имело то же значение, что и современное слово «теизм», но позднее стало обозначать отдельное философское учение.
Карен Армстронг пишет, что «в шестнадцатом и семнадцатом столетиях слово атеист применялось исключительно в полемике… Термин атеист был оскорбительным. Никому и в голову не могло прийти назвать себя атеистом». Слово «атеизм» в Европе стало использоваться для описания собственных убеждений в XVIII веке и означало отказ от веры в монотеистического иудео-христианского бога. В XX веке благодаря глобализации термин распространился и стал означать отрицание веры во всевозможные божества, хотя до настоящего времени в России и на Западе атеизм принято определять как «отказ от веры в бога».

## Определения и различия
Авторы расходятся в том, как лучше всего определять атеизм, о каких именно сверхъестественных сущностях идёт речь, утверждает ли атеизм их отсутствие, является ли атеизм осознанным прямым отрицанием всего сверхъестественного. По мнению лауреата Нобелевской премии, академика РАН Виталия Гинзбурга,

Задача атеистов состоит не в борьбе с религией, а в атеистическом просвещении, в частности, разоблачении креационизма и всяких других антинаучных «теорий». Особо отмечу полнейшую несостоятельность довольно распространённого тезиса: «Если Бога нет, то всё дозволено». Теизм действительно в ряде случаев, но далеко не всегда (см. некоторые течения в исламском фундаментализме) оказывает благотворное влияние на укрепление положительных этических и моральных норм. Вместе с тем атеизм ничуть не в меньшей степени «исповедует» аналогичные взгляды и представления.— Открытое письмо Ответственному секретарю Большой Российской Энциклопедии С. Л. Кравцу
Было предложено несколько способов выделить различные виды атеизма (как правило, приравниваемого к «отсутствию веры в богов» в наиболее широком смысле).

### Широта понятия
Часть неясностей и споров, касающихся определения атеизма, возникают из неоднозначностей в определениях таких слов, как «божество» и «бог». Так как существует множество совершенно разных представлений о сверхъестественном, возникли различные мнения относительно того, к каким из них имеет отношение термин «атеизм». Если считать «теизм» верой в единого персонифицированного Бога-Творца, то людей, верящих во множество других богов, деистов и даже политеистов, можно классифицировать как атеистов. В XX веке такой подход утратил популярность, так как термин «теизм» начал пониматься скорее как проявление веры в любое божество.
В зависимости от широты определения, под атеизмом может пониматься неприятие различных концепций, начиная от идеи бога/божества, как действующей личности и заканчивая отрицанием существования чего угодно нематериального, сверхъестественного или трансцендентного, включая концепции индуизма и буддизма.
Научный скептик и игтеист Пол Куртц выделяет как более обобщённый подход игностицизм или игтеизм — точку зрения, согласно которой любая теология делает ничем не обоснованные и противоречивые между собой допущения относительно концепции и атрибутов богов. Большинство «новых атеистов» считают эти два термина синонимичными.
В упрощённом виде различие между основными «нетеистическими» мировоззрениями было выражено Теодором Дранжем следующим образом:
Атеист: «Я не верю, что Бог существует»
Агностик: «Я не знаю, существует Бог или нет»
Игностик: «Я не понимаю, что вы имеете в виду, когда говорите „Бог существует/не существует“».
Как отмечает религиовед Лев Митрохин, атеизм наряду со скептицизмом и свободомыслием всегда символизировали защиту личностного самосознания, протест против духовного авторитаризма и умственной окостенелости.

### Невыраженный и выраженный атеизм

Круги Эйлера, показывающие взаимосвязь между определениями слабого/сильного и выраженного/невыраженного атеизма. Невыраженный атеист не задумывался о вере в богов. Выраженный атеист сделал осознанный выбор относительно его веры в богов. Такой человек может отказаться верить в богов (слабый атеизм) или утверждать, что богов нет (сильный атеизм)

Определения атеизма также различаются в том, насколько понятие бога должно быть осмыслено человеком, чтобы он мог называться атеистом. По мнению некоторых атеистов, атеизм может рассматриваться как отсутствие веры в богов. Ещё в 1772 году атеист Поль Анри Гольбах писал: «Все дети атеисты, у них нет никаких представлений о боге». Джордж Гамильтон Смит в 1979 году предложил: «Человек, незнакомый с теизмом, является атеистом, поскольку не верит в бога. Эта категория также включает и детей, способных понять, что стоит за атеизмом, но ещё не знакомых с понятиями, с ним связанными. Сам факт того, что ребёнок не верит в Бога, уже делает его атеистом». Смит, таким образом, ввёл понятие «невыраженный атеизм», описывающее «отсутствие теистического верования без осознанного его отрицания», и понятие «выраженный атеизм», описывающее более общепринятое определение осознанного неверия.
Точка зрения, что дети рождаются атеистами, появилась сравнительно недавно (однако о гносеологической чистоте новорождённых спорили ещё в древней Греции, см. tabula rasa). До XVIII столетия существование бога было настолько общепринято в западном мире, что даже сама возможность существования «истинного» атеизма отрицалась. Доктрина о том, что все люди верят в бога с рождения, называется «теистическим учением о припоминании». Согласно этому учению, атеисты просто отрицают очевидное. Также часто можно услышать мнение, что не существует «атеистов до глубины души» и в критических ситуациях, например, на смертном одре, атеисты вдруг начинают верить в бога. (См. «Не бывает атеистов в окопах под огнём»). Атеисты оспаривают подобные утверждения, приводя примеры «атеистов до глубины души». Также в ответ были созданы атеистические организации среди военного персонала. С другой стороны, само вышеупомянутое утверждение свидетельствует о том, что одной из причин религиозной веры является страх смерти. В частности, американский писатель-фантаст Джеймс Морроу в 2001 году ответил на этот афоризм следующими словами:
«В окопах нет атеистов» — это не аргумент против атеистов, это аргумент против окопов.

### Слабый и сильный атеизм
Философы, такие как Энтони Флю и Майкл Мартин, различают слабый (негативный) и сильный (позитивный) атеизм. Сильный атеизм — отстаивание утверждения, что богов не существует. Слабый атеизм включает в себя все остальные формы отсутствия теизма. Согласно этому разделению, любой человек является либо теистом, либо «сильным», либо «слабым» атеистом. Термины сильный и слабый появились сравнительно недавно, однако эквивалентные им термины негативный и позитивный атеизм уже использовались в философской литературе и (в несколько ином смысле) католическими апологетами. Согласно такому разграничению атеизма, большинство агностиков являются «слабыми» атеистами.
На основе вышеприведённого определения агностицизм может считаться «слабым» атеизмом, однако большинство агностиков отделяют свои взгляды от атеизма, который они считают не более обоснованным, чем теизм. Предполагаемая недостижимость знания о существовании или несуществовании того или иного бога рассматривается как признак того, что атеизм не обходится без слепой веры. Обычный ответ атеистов заключается в том, что недоказанные религиозные высказывания заслуживают ровно столько же недоверия, сколько заслуживают все другие недоказанные утверждения, и что недоказуемость несуществования отдельно взятого бога не подразумевает, что его существование и несуществование равновероятны. Шотландский философ Джон Смарт также утверждает, что «иногда человек, в действительности являющийся атеистом, может называть себя агностиком из-за необдуманного обобщения философского скептицизма, который предостерегает нас от утверждения того, что мы что-то знаем, кроме, разве что, математики и формальной логики». Как следствие, некоторые из популярных писателей-атеистов, например, Ричард Докинз, предпочитают различать теистические, агностические и атеистические взгляды по вероятности, приписываемой правдивости утверждения «Бог существует».
Американский публицист, ведущий телепередачи «Опыт атеиста» Мэтт Диллаханти для иллюстрации бремени доказательства и разницы между сильным и слабым атеизмом приводит пример большой банки с конфетами, в которой может содержаться либо чётное, либо нечётное их количество. Перед тем, как мы получим какую-либо информацию о количестве конфет, у нас нет никакой возможности проверить любое из этих двух утверждений, в этом случае мы откладываем вынесение суждения в пользу одного из утверждений. С точки зрения эпистемологии, когда нет личных предпочтений в сторону противоположных утверждений, то имеет смысл скептически относиться к обоим утверждениям. На этом примере видно, что, когда утверждение является спорным, бремя доказательства ложится на утверждающего, поскольку, если у утверждающего нет достаточных доказательств в поддержку своего утверждения, такое утверждение может считаться аргументом к незнанию. Применительно к атеизму позиция не верить утверждению, что число конфет чётно, сходна со слабым атеизмом, а позиция принимать утверждение, что число конфет нечётно — с сильным атеизмом. Очевидно, что непринятие одного утверждения не означает автоматического принятия противоположного утверждения.

### Стихийный и научный атеизм
Стихийный атеизм — атеизм, основанный на чём-либо, отличном от науки (например, как следствие скептического образа мышления, отсутствия интереса к сверхъестественному, незнания о наличии религий и пр.).
Научный атеизм — это атеизм, основанный на естествознании, отрицании сверхъестественного, когда в качестве основного инструмента для рассмотрения вопроса о существовании богов, сверхъестественных существ и явлений используется научный метод.

## Обоснование

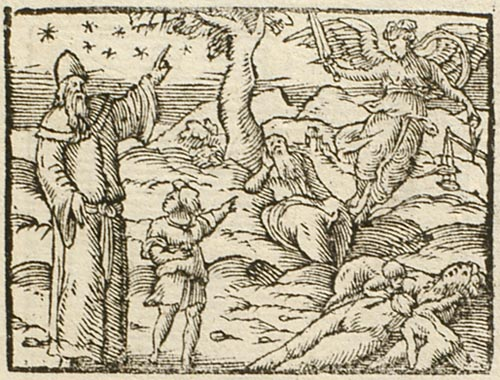
«Ребёнок однажды спросил у астронома, кто произвёл его на свет. Учёный показал на небо и на сидящего старика, и сказал: „Вот отец твоего тела, а вот — отец твоей души“. На это мальчик ответил: „Нам нет дела до того, что на небе, и мне стыдно быть сыном такого старика!“ Что за величайшая дерзость — не признавать своего отца и не считать, что Бог — твой создатель!»
Эмблема, иллюстрирующая практический атеизм, под названием «Величайшая дерзость: атеист и шарлатан» из книги Picta poesis поэта Barthélemy Aneau, 1552 год

Больше всего различаются с точки зрения логического обоснования практический и теоретический атеизм. Различные виды теоретического атеизма можно вывести с помощью тех или иных логических обоснований, философских доводов, неприятия веры в существование богов с моральной точки зрения и пр. Для практического, стихийного атеизма, напротив, не требуется конкретной аргументации, он включает в себя и незнакомство с представлениями о сверхъестественном, и отсутствие интереса к религиям.

### Практический атеизм
Следуя практическому, или прагматичному атеизму, также известному как апатеизм, люди живут, не придавая значения наличию или отсутствию богов, и объясняют явления природы без помощи потусторонних сил. При этом существование богов не отрицается и не утверждается, но может быть признано необязательным или бесполезным. Согласно этой точке зрения, боги не придают жизни смысл и не влияют на повседневную жизнь. Вид практического атеизма, влияющий на научное сообщество, — методологический натурализм, «молчаливое включение философского натурализма в научный метод». При этом принимать философский натурализм или верить в него не обязательно.
Существуют различные виды практического атеизма:
- Отсутствие религиозной мотивации — вера или неверие в богов не влияет на мораль и на поведение человека.
- Намеренное игнорирование религиозных вопросов в теории и на практике.
- Безразличие — отсутствие какого-либо интереса к религиозным вопросам.
- Незнание — незнакомство с представлениями о сверхъестественном[65].

### Аргументы атеизма

#### Эпистемологические аргументы
Согласно эпистемологическому атеизму, люди не могут познать бога или определить, существует он или нет. В основе эпистемологического атеизма — агностицизм, принимающий различные формы. В имманентной философии божественность неотделима от мира как такового, в том числе и от человеческого разума, а сознание каждого человека замкнуто в субъекте. Согласно этому виду агностицизма, такое ограничение в принципе не позволяет делать выводы о существовании бога, будь то вера или логическое умозаключение.
Рационалистический агностицизм Канта и Эпохи Просвещения принимает только знание, полученное с помощью человеческой рациональности. Утверждается, что боги принципиально не обнаружимы, следовательно, невозможно знать, что они существуют. Скептицизм, основанный на идеях Юма, утверждает, что ни о чём невозможно знать наверняка, а значит, невозможно выяснить, что бог существует. Отношение агностицизма к атеизму оспаривается, агностицизм можно считать отдельным взглядом на мир.
К другим формам атеистической аргументации, которые можно назвать эпистемологическими, относятся логический позитивизм и игностицизм, утверждающие, что такие термины, как «бог», и такие высказывания, как «бог — всемогущий», лишены смысла. Согласно теологическому нонкогнитивизму, фраза «бог существует» — не утверждение, а бессмыслица. Велись споры, можно ли такую точку зрения отнести к категории атеизма или агностицизма. Философ Альфред Джулс Айер  отрицал обе эти категории, утверждая, что они ошибочно признают фразу «бог существует» утверждением. Он считал нонкогнитивизм отдельной, самостоятельной категорией.

#### Метафизические аргументы
Метафизический атеизм обычно базируется на материалистическом монизме — взгляде, по которому реальность однородна, неделима и материальна. Абсолютные метафизические атеисты придерживаются того или иного вида физикализма, поэтому они явно отрицают существование любых нематериальных сущностей. С другой стороны, к абсолютному метафизическому атеизму примыкает и противоположная, идеалистическая концепция — гилозоизм — одушевление всего мира, в котором также нет места богу как действующему субъекту.
Относительный метафизический атеизм заключается в том, что признаёт существование некой высшей нематериальной сущности (логос, нус, дао, брахман, субстанция, мировой дух, абсолют, вселенский разум, ноосфера и т. д. и т. п.), но не обладающей единством трансцендентности и бытия, а этим отрицается и существование бога как личности.
К относительному метафизическому атеизму относятся такие течения, как пантеизм — «Бог или Природа» у Спинозы и панентеизм (от греч. pan en theo — всё в боге), то есть концепция «Бог-природа», развивавшаяся от Эриугены и до Гегеля. Метафизика деистов Чербери, Руссо, Вольтерa, Лессингa также отрицает бога-индивидуума, заинтересованного в судьбе мироздания и человечества, а значит, отвергает и все авраамические религии и большинство остальных исторических и современных верований, но деизм нельзя отнести к относительному метафизическому атеизму, поскольку предполагается бог-творец, который должен был хотя бы однажды обладать таким личностным качеством как воля.

#### Психологические, социологические и экономические аргументы
| |
| Эпикуру приписывается первая трактовка проблемы зла Давид Юм в его «Диалогах о естественной религии» (1779) своими словами повторяет мысль Эпикура, выражающего этот аргумент в виде серии вопросов: «Может быть, божество хочет, но не может предотвратить зло? Значит, оно невсемогуще. Если же оно может это сделать, но не хочет, значит, оно недоброжелательно. Если же оно и хочет, и может, то откуда же берётся зло?» |

Такие философы, как Людвиг Фейербах и Зигмунд Фрейд, утверждали, что вера в богов и религии — человеческие изобретения, возникшие, чтобы удовлетворить естественные эмоциональные, мировоззренческие и социальные потребности. Историк Эдуард Гиббон писал по этому поводу: «Все свои религиозные культы народ Древнего Рима всегда считал одинаково истинными, философы — одинаково ложными, а правители — одинаково полезными». Это мнение разделяют и большинство буддистов. Карл Маркс и Фридрих Энгельс, под влиянием трудов Фейербаха, утверждали, что «…всякая религия является ничем иным, как фантастическим отражением в сознании людей тех внешних сил, которые господствуют над ними в их повседневной жизни, — отражением, в котором земные силы принимают форму неземных», что позволяет использовать религию как средство социального контроля: «…бессилие эксплуатируемых классов в борьбе с эксплуатирующими правящими классами так же неизбежно порождает веру в лучшую загробную жизнь, как бессилие дикаря в борьбе с природой порождает веру в богов…» Согласно Михаилу Бакунину, «идея бога влечёт за собою отречение от человеческого разума и справедливости, она есть самое решительное отрицание человеческой свободы и приводит неизбежно к рабству людей в теории и на практике». Он «перевернул» знаменитый афоризм Вольтера о том, что «если бы Бога не было, его следовало бы изобрести», и написал, что «если бы Бог действительно существовал, следовало бы уничтожить его».

#### Логические аргументы и доказательства
Согласно логическому атеизму, различные концепции богов (например — бог как личность) включают в себя логически несовместимые свойства. Сторонники этой формы атеизма приводят логические доказательства невозможности существования бога, используя противоречия между такими качествами, как совершенство, статус «творца», неизменность, всезнание, вездесущность, всеблагость, трансцендентность, личностность, бестелесность, справедливость и милосердие. 
Не принимая, прежде всего — с этической позиции, доводы теодицеи, атеисты считают, что наблюдаемая действительность не согласуется с качествами, обычно приписываемыми богам теологами. Они утверждают, что всезнающий, всемогущий и всеблагой бог не совместим с миром, в котором есть зло и страдание, где любовь бога скрыта от многих людей. Похожее умозаключение приписывается Сиддхартхе Гаутаме, основателю буддизма.

#### Антропоцентрические аргументы
Аксиологический, или конструктивный, атеизм рассматривает в качестве источника моральных ценностей не богов, а человеческую природу. Для этого вида атеизма человеческая природа является единственным источником этики и нравственных ценностей, а понятие бога не требуется для решения нравственных вопросов. Маркс, Ницше, Фрейд и Сартр придерживались этой точки зрения, распространяя идеи освобождения, саморазвития и неограниченного счастья.
Один из наиболее популярных доводов против атеизма утверждает обратное — что отрицание существования справедливого бога ведёт к моральному релятивизму, лишая человека основ нравственности, или лишает жизнь смысла и делает человека несчастным. Блез Паскаль высказал такое мнение в 1669 году. Согласно же мнению психиатра XIX—XX вв. П. Б. Ганнушкина, существует положительная связь между религиозностью и жестокостью.

## Атеизм и наука

Доля атеистов в Европейском союзе по странам в 2005 году

Нельзя научными методами показать, что «бога нет», поскольку именно в этом случае нет способа логически доказать отрицательное суждение. Невозможно проверить «несуществование» чего-то, находящегося за пределами, доступными исследованию. Другими словами, наука может доказать отсутствие жизни на Марсе, но можно только предположить, но не доказать отсутствие жизни во всей остальной Вселенной.

Эмпирическая наука основывается не на вере или священных преданиях и текстах, а на строгих методиках построения теоретических и практических моделей природных явлений и на выдвижении гипотез, объясняющих уже известные взаимосвязи явлений и предсказывающих ещё не наблюдавшиеся эффекты, с обязательной последующей верификацией выдвинутых гипотез практикой: наблюдениями и экспериментами, которые могут быть повторены и проверены. Совпадение выводов гипотез с наблюдаемыми фактами означает получение новых объективных знаний о природе. Среди учёных было и есть достаточно много верующих: среди американских учёных в 1916 году было 42 % верующих, а в 1996 году 39 % верующих, атеистов 45 %, агностиков 14 % (журнал Nature т. 386, с. 435, 1997). Но независимо от личных убеждений, в своей научной работе учёные обосновывают причины явлений исключительно в естественной области, без опоры на сверхъестественное. Как заметил академик Виталий Лазаревич Гинзбург,
«Во всех известных мне случаях верующие физики и астрономы в своих научных работах ни словом не упоминают о Боге. Они одновременно живут как бы в двух мирах — одном материальном, а другом каком-то трансцендентном, божественном. У них происходит как бы расщепление психики. Занимаясь конкретной научной деятельностью, верующий, по сути дела, забывает о Боге, поступает так же, как атеист. Таким образом, совместимость занятий наукой с верой в Бога отнюдь не тождественна с совместимостью веры в Бога с научным мышлением».

## История
Термин атеизм появился в XVI столетии во Франции, однако существуют свидетельства того, что идеи, которые сегодня могут быть расценены как атеистические, уже присутствовали во времена Древнего Шумера, Древнего Египта, Ведийской цивилизации и Античности.

### Древний Египет
Изложения атеистических взглядов Древнего Египта, если таковые существовали, неизвестны. Однако уже там появляются произведения, критикующие религиозный взгляд на мир. Древнейшим и известнейшим из них является созданная в эпоху Среднего Царства «Песнь Арфиста» (около 2100 года до н. э.).

### Ранние индийские религии и философские школы
Атеистические школы присутствовали в раннем индуизме. Материалистическая и антирелигиозная философская школа Чарвака, основанная в Индии ориентировочно в VI столетии до нашей эры, — вероятно, наиболее яркая атеистическая философская школа в Индии. Эта ветвь индийской философии классифицируется как неортодоксальная система и не рассматривается как часть шести ортодоксальных школ индуизма, но заслуживает внимания как материалистическое движение в индуизме.
Четерджи и Датта пишут, что до нас не дошли тексты философии Чарвака, и наше представление об этой философии основано, главным образом, на критике их идей другими школами.
Часто к атеистическим причисляют индийскую философскую систему санкхья. Отрицание бога, как единого творца, также присутствует в джайнизме и буддизме. В то же время сами представители этих религий и многие исследователи не признают их атеистическими и предпочитают использовать термин non-theism, который в русскоязычной литературе обычно переводится как не-теизм.

### Классическая античность

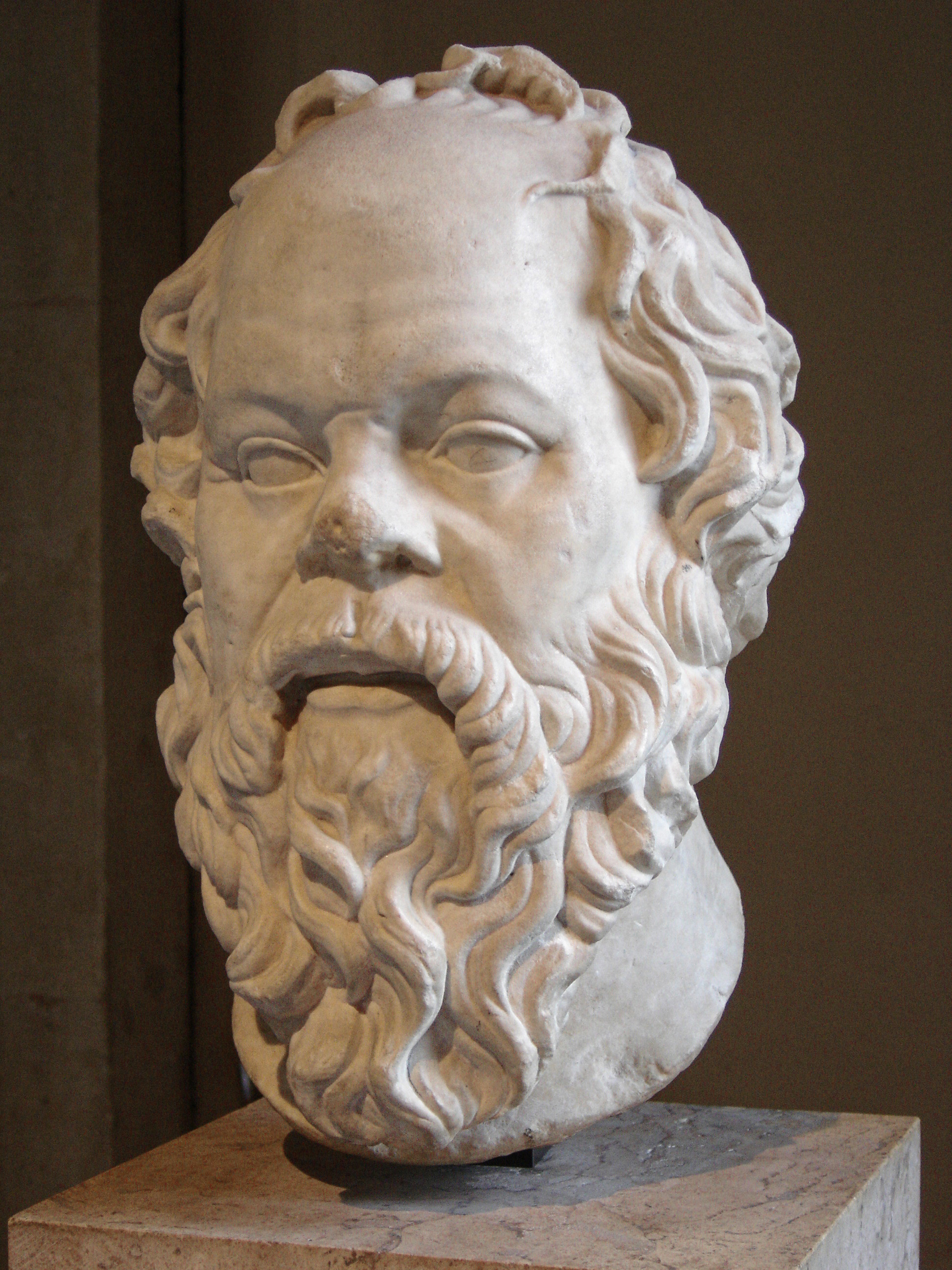
В «Апологии» Сократ обвиняется Мелетом в том, что абсолютно не верит в богов. Бог же, замечает Сократ, «видим в своих великих деяниях, но как он всем этим правит, это вне известности». «Относительно души человеческой, которая более чем что-либо другое в человеке причастна божеству, известно, — полагает Сократ, — что она царствует в нас, но и её мы не видим. Вдумываясь во всё это, человек не должен презрительно относиться к невидимому; напротив того, должен познавать его действия в явлениях и чтить божественную силу»

Европейский атеизм уходит корнями к досократической греческой философии, но не выделяется как отдельное течение до конца Эпохи Просвещения.

Греческий поэт Диагор (V столетие до нашей эры) известен как «первый атеист» и ярый критик религии и мистицизма. Критий видел религию как человеческое изобретение, запугиванием помещающее людей в некоторые рамки морали. Ксенофан, критикуя антропоморфизм богов греческой народной религии, которым он противопоставил некое единое мировое божество, первым выдвинул идею о том, что именно люди создали богов по своему образу и подобию: 
«Но если бы быки, лошади и львы имели руки и могли бы ими рисовать и создавать произведения (искусства), подобно людям, то лошади изображали бы богов похожими на лошадей, быки же похожими на быков…» («Досократики», ч. 1, Каз., 1914, с. 111).
 Атомисты, такие как Демокрит, пытались описать мир только материалистическим способом, не ссылаясь на духовность и мистицизм.
Сократ обвинялся в атеизме за то, что внушал жителям неуверенность в богах, которых чтил город. Хотя философ оспаривал обвинение в атеизме, в конечном итоге он был приговорён к смерти.
Эпикур оспаривал множество религиозных доктрин, включая жизнь после смерти и божественную сущность. Он полагал, что душа материальна и смертна. Хотя эпикуреизм не исключает наличие богов, Эпикур верил, что, если боги и существуют, то человечество им безразлично.
Секст Эмпирик полагал, что необходимо отменить наказание за скептицизм, известный как пирронизм, в котором нет ничего ужасного, и атараксия («свобода разума» или «безмятежность души») может быть достигнута отменой такого наказания. Его работы, уцелевшие в значительном количестве, существенно повлияли на последующих философов.
Из Древнего Рима дошло до нас единственное целое крупное античное философское атеистическое произведение одного из величайших материалистов и атеистов древности — Тита Лукреция Кара.
Лукреций утверждал, что если боги существуют, им безразлично человечество, и они не влияют на окружающий мир. По этой причине он верил, что человечество не должно бояться сверхъестественного. Знаменитая поэма «О природе вещей» всесторонне освещает и обосновывает учение Эпикура. Но главный объект её критики — религия, которой Лукреций противопоставляет науку, исследование, основанное на точно установленных фактах и разумном, естественном их объяснении. Он видит в религии не только ошибочное, но прежде всего чрезвычайно вредное, пагубное для человечества учение. Лукреций подверг критике не только религиозные представления, но и учение Платона о бессмертии души.
Значение слова «атеист» изменялось на протяжении классической античности. Часто ранних христиан называли атеистами за то, что те не верили в языческих богов. Во времена Римской империи христиан казнили за отрицание римских богов в целом и культа императора в частности. Когда в 381 году, во время правления Феодосия, христианство стало государственной религией Рима, наказуемым преступлением стала ересь.
К другим философам, вероятно, имеющим атеистические или агностические взгляды, относятся софисты Продик, Протагор, перипатетик Стратон, киренаики Феодор и Эвгемер.

### От раннего Средневековья доРенессанса
Следование атеистическим взглядам было редким явлением в Европе на протяжении раннего Средневековья и Средних веков, доминировал интерес к религии и теологии.
Как заметил Анатоль Франс, в этот период «счастливому единодушию паствы несомненно способствовало также обыкновение… немедленно сжигать всякого инакомыслящего».
Николай Кузанский придерживался формы фидеизма, которую называл docta ignorantia («учёное невежество»), утверждая, что бог находится за гранью человеческого понимания, и наше знание о боге ограничено догадками. Уильям Оккам положил начало антиметафизическим учениям, заявив о номиналистических ограничениях человеческого познания необычайных вещей. Он утверждал, что божественная сущность не может быть интуитивно или рационально познана человеческим интеллектом. Последователи Оккама, такие, как Джон Миркуртский и Николай из Отрекура, развивали эти взгляды.
Разделение веры и разума повлияло на таких богословов, как Джон Виклиф, Ян Гус и Мартин Лютер. После них католицизм утратил своё доминирование в Европе и подвергся радикальной реформации, обычно более терпимой в вопросах веры.
Ряд видных представителей антирелигиозного свободомыслия появились в эту эпоху и в мусульманском мире. Это Абу Бакр Мухаммад ар-Рази, Абу-ль-Аля аль-Маарри, Ибн ар-Раванди, Абу Иса аль-Варрак, Омар Хайям, Ибн-Рушд и другие.

### Эпоха Возрождения
Успехи мореплавания, торговли, промышленности, с одной стороны, требуют создания опытной науки о природе, подлинного знания о ней, а с другой — сами создают основу для развития такой науки. Разработка опытного естествознания становится настоятельной необходимостью для буржуазии и для возглавляемого ею поступательного развития общества.
Леонардо да Винчи прибегал к экспериментам, как к методу исследований, и спорил с аргументами религиозного авторитаризма. Другие критики религии и церкви того времени — Никколо Макиавелли, Бонавентюр Деперье и Франсуа Рабле.

### Новое время

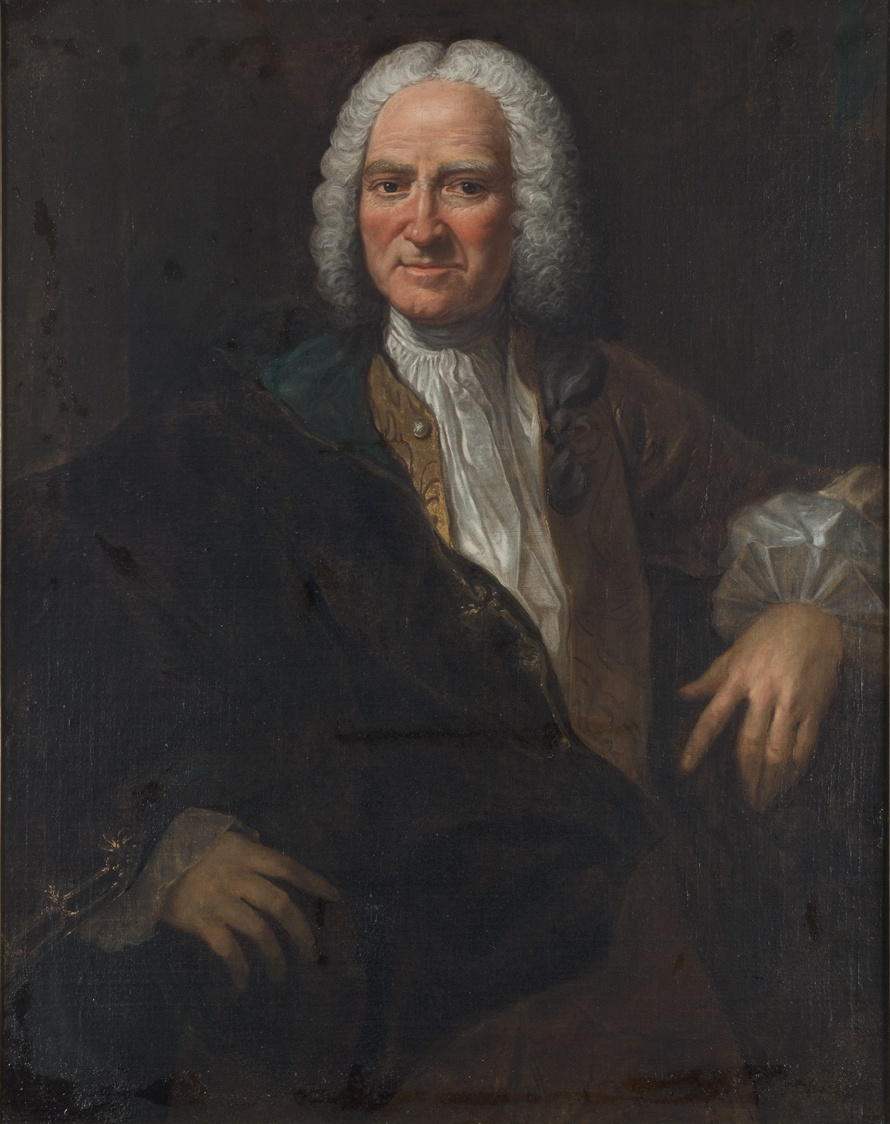
Французский автор XVIII века, барон Гольбах, был одним из первых, кто сам себя считал атеистом. В философском сочинении «Система природы» (1770) он описывает Вселенную на основах материализма, детерминизма и атеизма. Сочинения «Система природы» и «Здравый смысл» (1772) были осуждены Парижским парламентом, и копии книг были публично сожжены

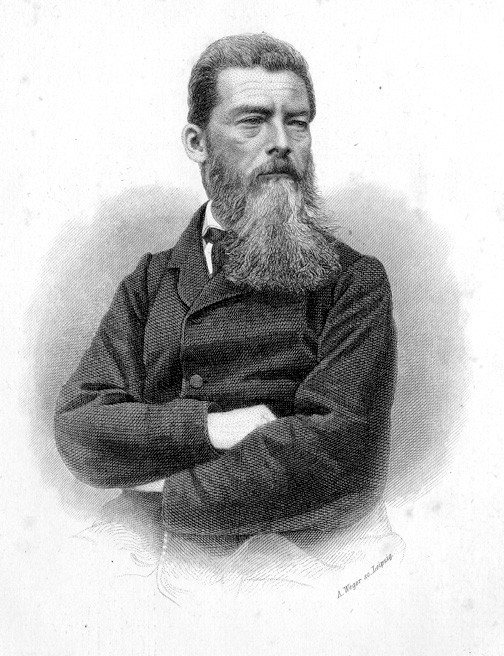
Людвиг Фейербах своими работами «Das Wesen des Christenthums» (1841) (русский перевод «Сущность христианства» (1870)) и «Das Wesen der Religion» (1845) (русский перевод «Сущность религии» (1955)) сильно повлиял на таких философов, как Энгельс, Маркс, Штраус и Ницше. Фейербах рассматривал веру как сон разума, бога как человеческое изобретение, религиозную деятельность как удовлетворение ложных потребностей и считал, что на место любви к богу следует поставить любовь к человеку, а на место веры в бога — веру в самого себя

Во времена Ренессанса и Реформации религиозные страсти накалились, что очевидно по распространению новых религиозных законов, братств, популярных увлечений в католическом мире и появлению всё более аскетичных протестантских религиозных течений, таких как кальвинисты. Это было время межконфессионального соперничества, позволившего ещё больше расширить границы теологической и философской теории, что позднее во многом было использовано для продвижения скептического (по отношению к религии) мировоззрения. В это время начала развиваться библейская критика, открыто начали распространяться идеи о том, что Библия представляет собой сборник мифов и легенд.
Критика христианства участилась в XVII и XVIII веках, особенно во Франции и Англии, где, по мнению современников, наблюдался кризис религии. Некоторые протестантские мыслители, такие как Томас Гоббс, поддерживали философию материализма и скептицизма в отношении сверхъестественных сил. В конце XVII столетия деизм стал открыто поддерживаться такими интеллектуалами, как Джон Толанд. Фактически все французские и английские философы XVIII века в какой-то форме придерживались деизма. Высмеивая христианство, многие деисты в то же время презирали и атеизм. Первые открыто атеистические мыслители, такие как барон Гольбах, появились в конце XVIII века, когда выражение неверия в бога стало менее опасно. Дэвид Юм был наиболее систематичным представителем просвещённого мышления, создававшим скептическую эпистемологию, основанную на эмпиризме, и подрывавшим метафизические основы теологии.
Великая французская революция вынесла атеизм и антиклерикальный деизм из салонов на улицы. Попытка навязать Гражданское устройство духовенства привела к антиклерикалистским волнениям и изгнанию многих священников из Франции. Хаотические политические события в революционном Париже, в конечном счёте, позволили более радикальным якобинцам, развернувшим массовый террор, захватить власть в 1793 году. Насильственная дехристианизация Франции, заменившая религию «культом Разума», а затем государственным религиозным «культом Верховного Существа», закончилась с термидорианским переворотом, но некоторые секуляристские меры того периода остались постоянным наследством французской политики.
В период Директории, консульства и Империи секуляризация французского общества была узаконена, причём в её орбиту вовлекались сначала Северная Италия, а затем и другие территории в Европе, где возникали государства-сателлиты Франции — сначала республики, позднее (после коронации Наполеона в 1804 году) — монархии. В XIX веке многие атеисты и другие антирелигиозные мыслители направили свои усилия на политическую и социальную революцию, содействуя переворотам 1848 года, Рисорджименто в Италии и росту интернационального социалистического движения.

### Вторая половина XIX века

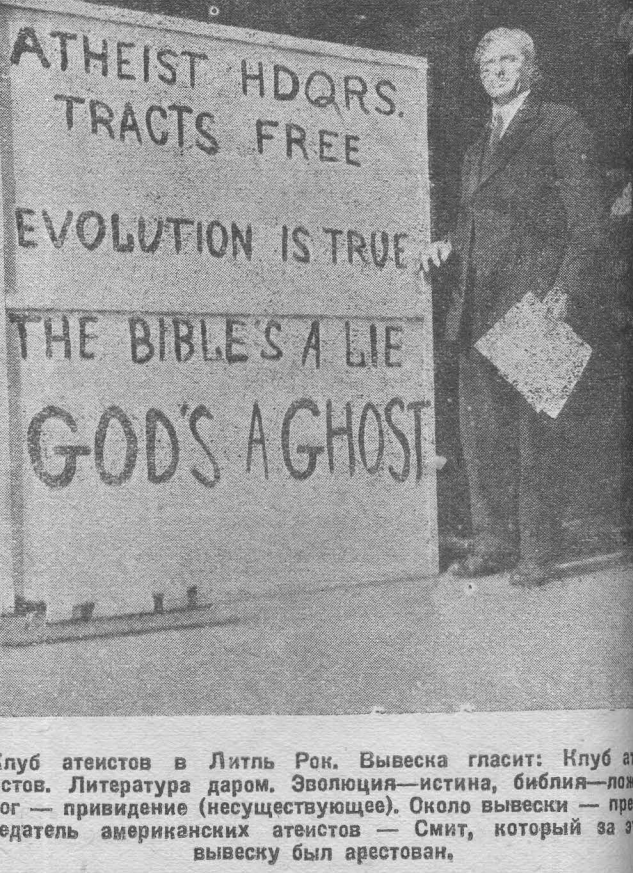
Подпись под изображением: Клуб атеистов в Литл Рок. Вывеска гласит: Клуб атеистов. Литература даром. Эволюция — истина, библия — ложь, бог — привидение (несуществующее). Около вывески председатель американских атеистов — Чарльз Ли Смит, который за эту вывеску был арестован (Журнал «Безбожник», 1930, № 10, с. 8)

Во второй половине XIX века атеизм получил известность под воздействием философов-рационалистов и вольнодумцев. Многие известные немецкие философы того времени, такие как Людвиг Фейербах, Артур Шопенгауэр, Карл Маркс и Фридрих Ницше, отрицали существование божеств и были критиками религии.
На распространение атеизма в это время сильно повлияла книга Чарлза Дарвина «Происхождение видов» и развитие идей теории эволюции.
В научной библеистике сформировалась историческая школа, которая в отличие от мифологической школы рассматривала события Библии как исторические, но в то же время рассматривали их с точки зрения атеизма, отвергая возможность реальности сверхъестественных проявлений (чудеса, пророчества, откровения, явления ангелов), описанных в Библии.

### Атеизм в марксизме
Классики марксизма-ленинизма пытались научно обосновать атеизм. Теоретической основой марксистского атеизма является диалектический и исторический материализм.
«Марксизм есть материализм. В качестве такового, он так же беспощадно враждебен религии, как материализм энциклопедистов XVIII века или материализм Фейербаха. Это несомненно. Но диалектический материализм Маркса и Энгельса идёт дальше энциклопедистов и Фейербаха, применяя материалистическую философию к области истории, к области общественных наук. Мы должны бороться с религией. Это — азбука всего материализма и, следовательно, марксизма. Но марксизм не есть материализм, остановившийся на азбуке. Марксизм идёт дальше. Он говорит: надо уметь бороться с религией, а для этого надо материалистически объяснить источник веры и религии у масс». (В. И. Ленин, ПСС, т. 17, с. 418.)
Основополагающие принципы марксистского атеизма:
1. Зарождение религии является результатом развития идеи зависимости человека от стихийных сил природы, бессилия изменить условия своей жизни, страха смерти.
2. Использование этих идей имущим меньшинством общества для установления их связи с религиозным культом ради узурпации и сохранения власти.
3. Положение, что борьба с религией это неотъемлемая часть борьбы с несправедливым общественно-экономическим порядком, установленным правящими классами.
4. Вывод, что упразднение религии освободит творческую активность эксплуатируемого большинства для борьбы за достойное трудящегося человека существование.

Гуманистическая сущность атеизма, по словам Маркса, заключается в следующем: 
…критика религии завершается учением, что человек — высшее существо для человека.

Широко известно высказывание Маркса из «Критики гегелевской философии права», что религия — это опиум народа (не «опиум для народа»): 
Религия — это вздох угнетённой твари, сердце бессердечного мира, подобно тому, как она — дух бездушных порядков. Религия есть опиум народа.

Некоторые исследователи считают, что Маркс всего лишь зафиксировал популярное в то время выражение. Первым же, кто сравнил религию и опиум был Новалис ещё в 1798 году: 
Ваша так называемая религия действует как опий: она завлекает и приглушает боли вместо того, чтобы придать силы.
Ещё более раннее сопоставление религии и опиума содержится в знаменитом романе Ж.-Ж. Руссо «Юлия, или Новая Элоиза» (1761 год), где оно вложено в уста главной героини Юлии де Вольмар:

Набожность ... — опиум для души, в малых дозах бодрит, оживляет и поддерживает, в слишком сильных дозах усыпляет или же приводит в исступление, а то и убивает
Оригинальный текст (фр.)La dévotion … est un opium pour l’ame; elle égaye, anime & soutient quand on en prend peu; une trop forte dose endort, ou rend furieux, ou tue

### XX столетие

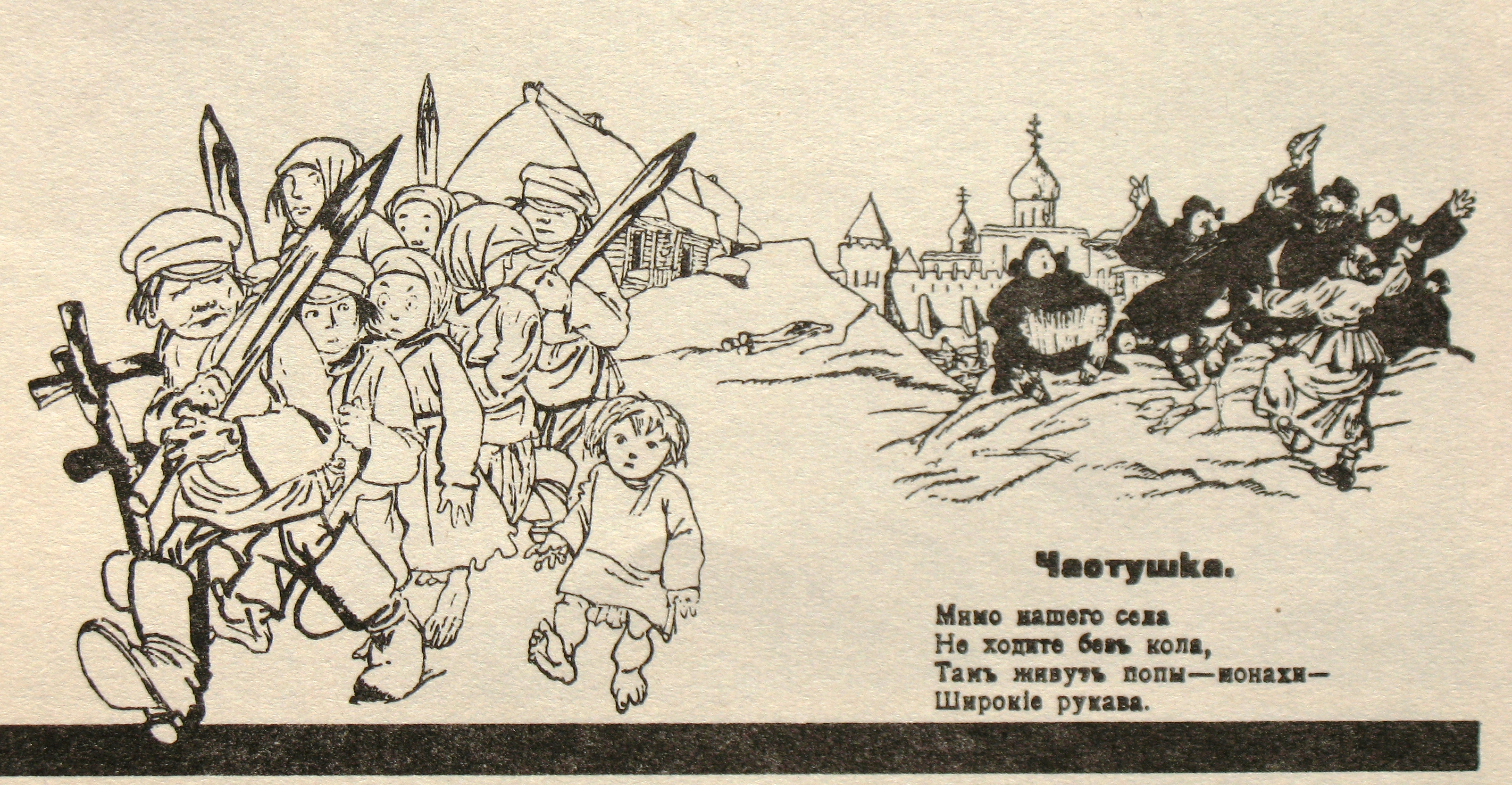
Пример революционной пропаганды: карикатура Д. Моора «Мимо нашего села», где с девками пляшут пьяные священники и монахи. Россия, 1917

Атеизм в XX столетии, особенно в форме практического атеизма, распространился во многих обществах. Атеистические мысли нашли признание во многих других обширных философиях и мировоззрениях, таких, как экзистенциализм, объективизм, светский гуманизм, нигилизм, логический позитивизм, марксизм и феминизм.
Логический позитивизм и сциентизм проложили дорогу для неопозитивизма, аналитической философии, структурализма и натурализма. Неопозитивизм и аналитическая философия отказались от классического рационализма и метафизики в пользу строгого эмпиризма и эпистемологического номинализма. Сторонник аналитической философии Бертран Рассел в своей статье «Я атеист или агностик?» (англ. Am I An Atheist Or An Agnostic?) высказал мнение, что «христианский Бог» (англ. Christian God) не более вероятен, чем боги-олимпийцы (англ. Olympic gods). Людвиг Витгенштейн в своей ранней работе попытался отделить метафизику и язык сверхъестественного от рациональных рассуждений. Альфред Айер, ссылаясь на приверженность эмпирическим наукам, заявлял о бессмысленности религиозных утверждений и невозможности их проверки. Родственный прикладной структурализм Леви-Стросса объявлял человеческое подсознание источником религиозного языка, отрицая его трансцендентальное значение. Джон Финдлей и Джон Смарт утверждали, что существование Бога не является логически необходимым. Натуралисты и материалистические монисты, такие как Джон Дьюи, рассматривали естественный мир как основу всего, отрицая существование Бога или бессмертность.

В XX веке атеизм господствовал в СССР. Коммунистическая партия с 1919 года открыто провозглашала в качестве своей задачи содействовать «отмиранию религиозных предрассудков». 
Один из руководителей Дравида Муннетра Кажагам (Дравидская Партия Прогресса), Э. В. Рамасвами Наикер (Перияр) боролся против индуизма и брахманов, которые, по его мнению, дискриминировали и разделяли людей во имя кастовой системы и религии. Особенно много внимания Перияр привлёк в 1956 году, когда он надел на мурти индусского бога Рамы гирлянду из башмаков и сделал ряд антитеистических заявлений.
В 1966 году, в ответ на заявления ряда теологов о смерти бога, очередной номер журнала Time вышел с вопросом «Бог умер?» на обложке. В журнале приводилась статистика, согласно которой приблизительно каждый второй человек в мире жил в антирелигиозных странах, а миллионы людей в Африке, Азии и Южной Америке, по всей видимости, даже не знали о христианском боге.
В следующем году албанское правительство во главе с Энвером Хо́джей объявило о закрытии всех религиозных организаций в стране, провозгласив Албанию первой атеистической страной. Статья 37 конституции Албании 1976 года гласила, что «Государство не признает никакой религии и поддерживает атеистическую пропаганду c целью насаждения в народе научного материалистического мировоззрения». В соответствии с этой статьёй осуществлялось уголовное преследование за осуществление (даже тайное) религиозных обрядов.
В Демократической Кампучии, в официальном атеистическом государстве, осуществлялись массовые убийства по признаку вероисповедания. С 1975 по 1979 год за исповедание религии в Кампучии было убито свыше 180 тысяч буддистов, христиан и мусульман.
Эти меры усилили негативное отношение к атеизму, особенно в Соединённых Штатах, где были сильны антикоммунистические настроения, несмотря на то, что некоторые известные атеисты придерживались антикоммунистических взглядов. После падения Берлинской стены число активных антирелигиозных режимов существенно уменьшилось. В 2006 году Тимоти Шах из Pew Research Center заметил: «наблюдается всемирная тенденция во всех основных религиозных группах: увеличивается доверие к религиозным движениям, увеличивается их влияние по сравнению со светскими движениями и идеологиями». Поль Грегори и Фил Цукерман полагают, что это миф, и утверждают, что реальная ситуация намного сложнее и тоньше.

## Современное состояние атеизма

### Атеизм в мире

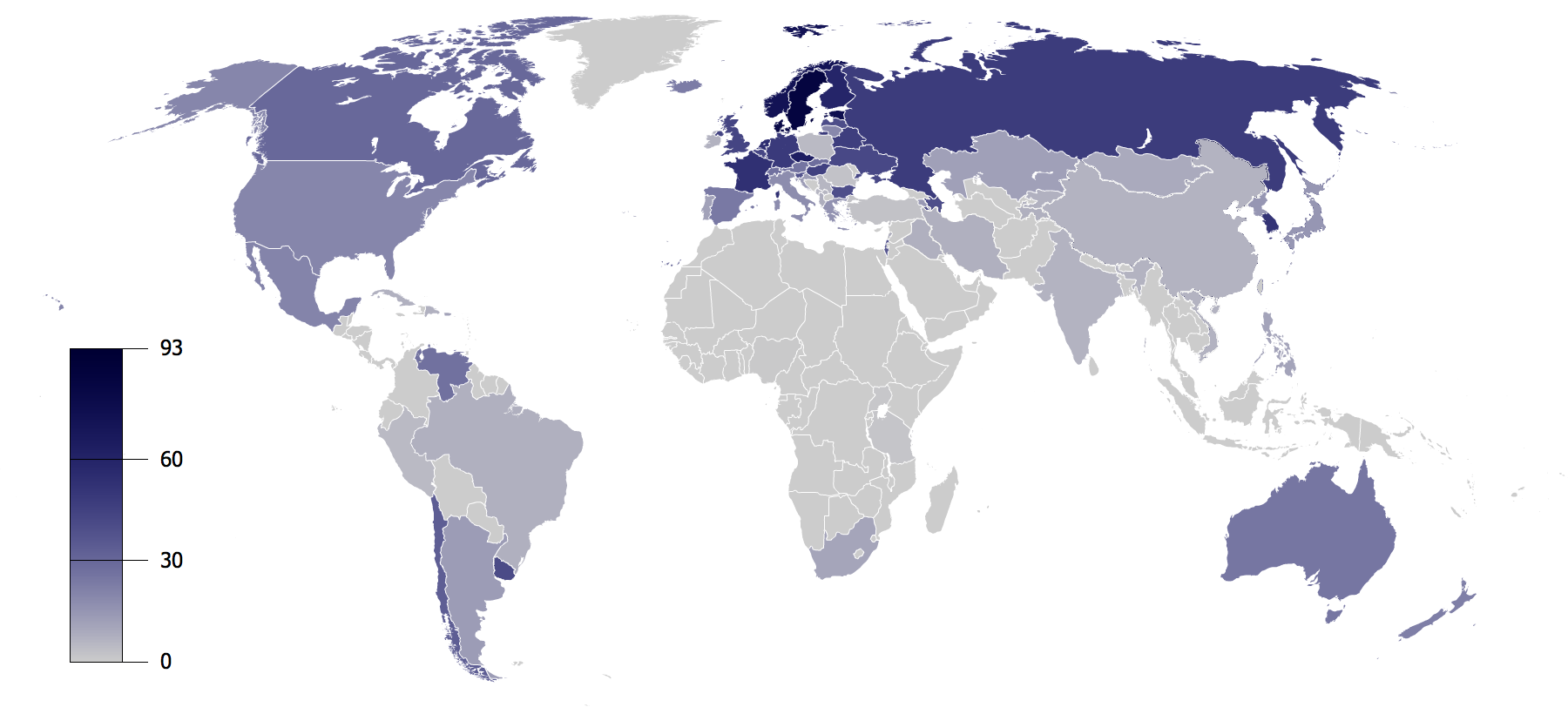
Распространение атеизма по странам (по результатам опросов 2006 года)

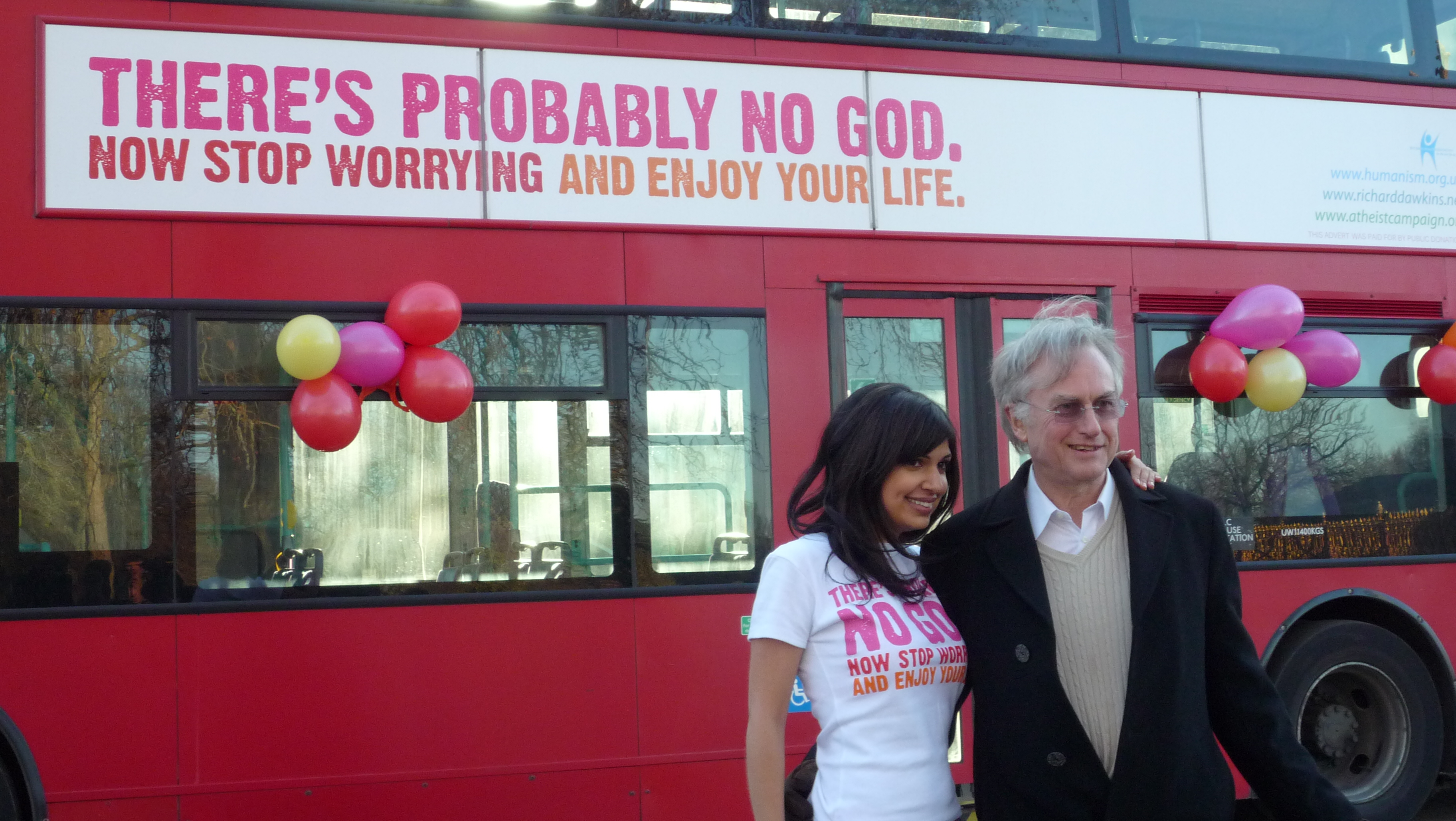
Ричард Докинз и Эриан Шерин на фоне автобуса с рекламной надписью «По всей вероятности, бога нет. Хватит волноваться, наслаждайтесь жизнью» на улицах Лондона

Для современной западной цивилизации характерно падение интереса к религии среди широких слоёв населения, особенно среди технической интеллигенции. В развитых странах снижается посещаемость храмов, уменьшается количество проводимых обрядов, происходит увеличение числа людей, причисляющих себя к агностикам или атеистам, даже у верующих религия теряет своё главенствующее положение. Характерным в этом отношении является публикация известным американским епископом книги под названием «Почему христианство должно измениться или умереть: Епископ обращается к верующим».
Как правило, в странах с высокими экономическими показателями уровень религиозности относительно низок, хотя существуют некоторые исключения, наиболее заметными из которых являются США и, среди исламских стран, Кувейт. Совершенно иная ситуация в развивающихся странах: как правило, чем беднее страна, тем важнее для населения религия. В исламских странах, таких как Иран, Судан, Пакистан и Саудовская Аравия, действует шариат, по которому отказ от ислама расценивается как измена и наказывается смертной казнью.
В 2017 году в Екатеринбурге состоятся судебный процесс над видеоблогером Русланом Соколовским, обвиняемым по нескольким статьям Уголовного кодекса Российской Федерации, включая статью 148 УК РФ за «оскорбление чувств верующих». Изначальным поводом для возбуждения уголовного дела стал видеоролик, в котором блогер «ловил покемонов» в православном храме — играл в Pokémon Go в Храме на Крови в Екатеринбурге. Согласно формулировке приговора, преступными являются, среди прочего, атеистические взгляды: «В видеосюжетах Соколовского присутствует информация, содержащая в себе признаки оскорбления чувств приверженцев христианства и ислама, формируемого через отрицание существования Бога».

#### Атеизм по странам
Распространённость атеистического мировоззрения по странам

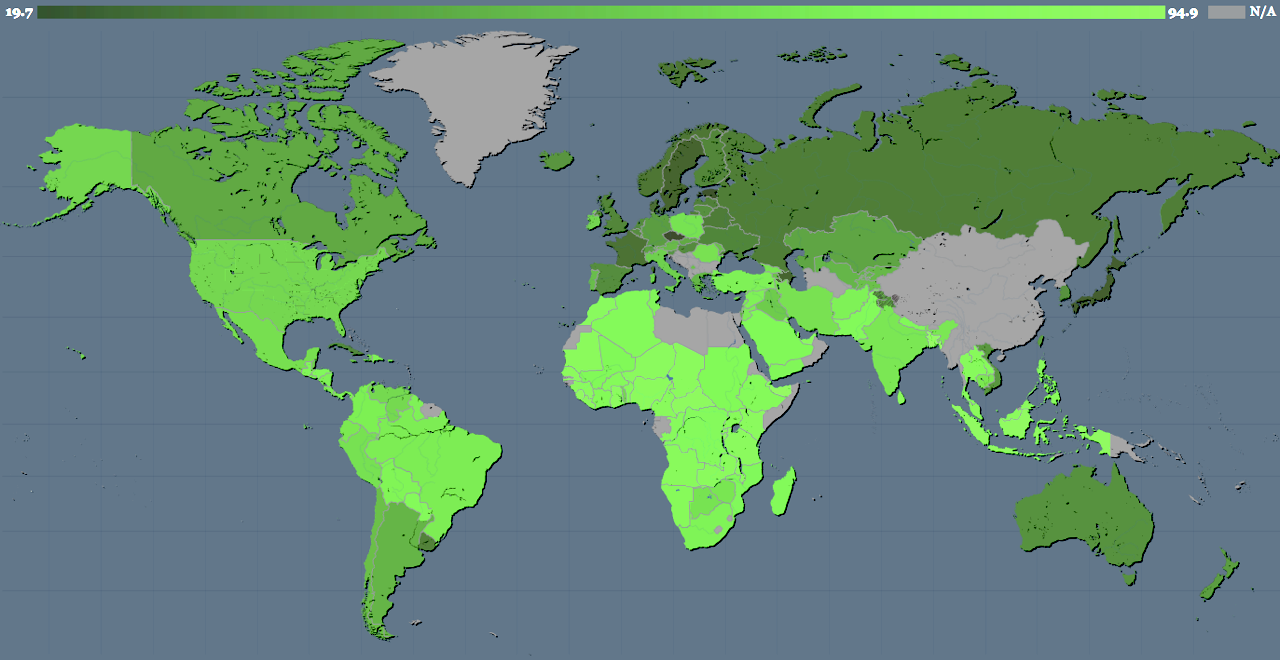
Gallup Religiosity Index 2009

| страна         | доля неверующего населения, %                                    | источник                |
| Япония         | 87                                                               | [ 153 ]                 |
| Швеция         | 78                                                               | [ 153 ]                 |
| Чехия          | 76                                                               | [ 153 ]                 |
| Эстония        | 72                                                               | [ 154 ]                 |
| Бельгия        | 72                                                               | [ 153 ]                 |
| Австралия      | 69                                                               | [ 153 ]                 |
| Вьетнам        | 46,1—81 (в среднем 63,55)                                        | [ 154 ] [ 155 ]         |
| Франция        | 63 (не относят себя ни к какой религии) 40 (убеждённых атеистов) | [ 156 ]                 |
| Дания          | 43—80 (в среднем 61,5)                                           | [ 155 ]                 |
| Албания        | 60                                                               | [ 157 ] [ 158 ] [ 159 ] |
| Великобритания | 39—73 (в среднем 52)                                             | [ 160 ]                 |
| Китай          | 8—93 (в среднем 50,5)                                            | [ 154 ] [ 155 ] [ 161 ] |
| Северная Корея | 36,4—64,31 (в среднем 50,355)                                    | [ 154 ] [ 162 ]         |
| Россия         | 48,1                                                             | [ 154 ]                 |
| Беларусь       | 47,8                                                             | [ 154 ]                 |
| Венгрия        | 42,6                                                             | [ 154 ]                 |
| Украина        | 42,4                                                             | [ 154 ]                 |
| Нидерланды     | 39—44 (в среднем 41,5)                                           | [ 155 ]                 |
| Латвия         | 40,6                                                             | [ 154 ]                 |
| Новая Зеландия | 34,7 (с дополнительным вопросом 87,3 % респондентов)             | [ 163 ]                 |
| Германия       | 34,6                                                             | [ 164 ]                 |
| Чили           | 33,8                                                             | [ 154 ]                 |
| Люксембург     | 29,9                                                             | [ 154 ]                 |
| Словения       | 29,9                                                             | [ 154 ]                 |
| Венесуэла      | 27,0                                                             | [ 154 ]                 |
| Испания        | 23,3                                                             | [ 165 ]                 |
| Словакия       | 23,1                                                             | [ 154 ]                 |
| Мексика        | 20,5                                                             | [ 154 ]                 |
| Литва          | 19,4                                                             | [ 154 ]                 |
| Италия         | 17,8                                                             | [ 154 ]                 |
| Канада         | 16,2                                                             | [ 166 ]                 |
| США            | 16,1                                                             | [ 167 ]                 |
| Аргентина      | 16,0                                                             | [ 168 ]                 |
| ЮАР            | 15,1                                                             | [ 169 ]                 |
| Хорватия       | 13,2                                                             | [ 154 ]                 |
| Австрия        | 12,2                                                             | [ 154 ]                 |
| Финляндия      | 11,7                                                             | [ 154 ]                 |
| Португалия     | 11,4                                                             | [ 154 ]                 |
| Пуэрто-Рико    | 11,1                                                             | [ 154 ]                 |
| Болгария       | 11,1                                                             | [ 154 ]                 |
| Филиппины      | 10,9                                                             | [ 154 ]                 |
| Индия          | 6,6                                                              | [ 154 ]                 |
| Сербия         | 5,8                                                              | [ 154 ]                 |
| Перу           | 4,7                                                              | [ 154 ]                 |
| Польша         | 4,6                                                              | [ 154 ]                 |
| Ирландия       | 6,0                                                              | [ 170 ]                 |
| Исландия       | 4,3                                                              | [ 154 ]                 |
| Греция         | 4,0                                                              | [ 154 ]                 |
| Турция         | 2,5                                                              | [ 154 ]                 |
| Румыния        | 2,4                                                              | [ 154 ]                 |
| Танзания       | 1,7                                                              | [ 154 ]                 |
| Мальта         | 1,3                                                              | [ 154 ]                 |
| Азербайджан    | 1,2                                                              | [ 171 ]                 |
| Иран           | 1,1                                                              | [ 154 ]                 |
| Уганда         | 1,1                                                              | [ 154 ]                 |
| Нигерия        | 0,7                                                              | [ 154 ]                 |
| Бангладеш      | 0,1                                                              | [ 154 ]                 |
| Ватикан        | 0                                                                | [ 154 ]                 |

## Демография
Довольно сложно определить количество атеистов во всём мире. Участники опросов могут по-разному понимать термин «атеизм» и различия между атеизмом, не-религиозными верованиями, не-теистическими религиями и духовными практиками. Помимо этого, в некоторых религиозных странах люди стараются не демонстрировать свои атеистические взгляды с целью избежать дискриминации и преследований.
Исследование, проведённое Британской Энциклопедией в 2005 году, показало, что нерелигиозными являются примерно 11,9 % людей, а атеистами — порядка 2,3 %. Эти результаты не включают в себя последователей нетеистических религий, таких, как буддизм.
Также в 2005 году Pew Research Center исследовал отношение американцев к представителям различных конфессий (мировоззрений). Было установлено, что атеисты пользуются наименьшим уважением. 35 % американцев относятся к ним положительно, 53 % — отрицательно. По результатам опроса Pew Research Center, проведённого в 2012 году, за последние 5 лет доля граждан США, не связывающих себя ни с какой религией, возросла с 15 до 20 %. Доля атеистов в период 2007—2012 возросла с 1,6 до 2,4 %, агностиков — с 2,1 до 3,3 %. Две третьих граждан США считают, что религия в целом теряет влияние на жизнь американцев.
В ноябре — декабре 2006 года опрос среди граждан США и пяти европейских стран, опубликованный в Financial Times, показал, что американцы более, чем европейцы, склонны верить во что-либо сверхъестественное (73 %). Среди взрослого населения Европы более верующими являются итальянцы (62 %), а французы — наименее религиозны (27 %). Во Франции 32 % опрошенных назвали себя атеистами и ещё 32 % — агностиками. Официальный опрос Европейского союза дал следующие результаты: 18 % населения ЕС не верят в бога, 27 % допускают существование сверхъестественной «духовной жизненной силы», в то время как 52 % верят в какого-либо конкретного бога. Среди тех, кто прекратил обучение в школе, не достигнув пятнадцатилетия, соотношение верующих повышается до 65 %; те из опрошенных, кто считал себя выходцем из строгих семей, более склонны верить в бога, нежели те, чьи семьи не имели строгих внутренних правил.
В 2007 году опрос, проведённый Институтом социальных исследований (США), показал, что самой религиозной страной среди индустриально развитых государств являются США — 90 % утверждают, что верят в бога, 60 % ежедневно молятся, 46 % еженедельно посещают храм (синагогу или мечеть). Доля активных верующих в других индустриально развитых странах значительно ниже — 4 % в Великобритании, 8 % во Франции, 7 % в Швеции и 4 % в Японии.
На 2005 год первое место в списке 50 самых атеистических стран мира, составленным американским колледжем Питцер, занимает Швеция (45—85 % жителей являются атеистами). За ней следует Вьетнам (81 %), Дания (43—80 %), Норвегия (31—72 %), Япония (64—65 %), Чехия (54—61 %), Финляндия (28—60 %), Франция (43—54 %), Южная Корея (30—52 %) и Эстония (49 %).

### Уровень образования,IQи атеизм
Опубликованный в 1998 году в журнале Nature опрос показал, что процент верующих в личностного бога, который «находится в интеллектуальной и чувственной связи с человечеством, и может отвечать на молитвы» или жизнь после смерти по США минимален среди членов Национальной академии наук — только 7 % опрошенных. Другие типы религиозности опрос не учитывал. Среди рядовых учёных, количество верующих сохранилось на том же уровне, как и в предыдущем аналогичном опросе, проводившемся в 1914 году, и составило около 40 %. В том же году сотрудник MIT Франк Салловей (англ. Frank Sulloway) и сотрудник Университета штата Калифорния Майкл Шермер провели исследование среди группы, в которой 12 % составляли доктора наук и 62 % — выпускники вузов. Исследование показало, что 64 % опрошенных верили в бога (то есть промежуточное значение между таковым для академиков и средним по стране в вышеописанном исследовании). Кроме того, было замечено уменьшение числа верующих с повышением уровня образования.
По информации Mensa Magazine, такая обратная зависимость между религиозностью и образованностью была установлена в 39 исследованиях, проведённых с 1927 по 2002 годы.
Эти результаты в общем соответствуют статистическому мета-анализу профессора Оксфордского университета Майкла Аргайла , проведённому в 1958 году. Он проанализировал семь исследовательских работ по зависимости между отношением к религии и коэффициентом интеллекта среди опрошенных школьников и студентов университетов США. Была выявлена чёткая обратная зависимость: чем выше интеллект, тем ниже религиозность. Отрицательная корреляция между IQ и религиозностью также была выявлена в работе Сатоси Канадзавы.
Согласно данным исследования, выполненного по заказу Санкт-Петербургской епархии сотрудниками НИИКСИ СПбГУ под руководством научного сотрудника Лаборатории политической социологии и психологии НИИКСИ СПбГУ С. В. Казакова в декабре 1994—январе 1995 гг. путём телефонного опроса 1100 жителей города по случайной выборке, среди петербуржцев с высшим и незаконченным высшим образованием православными себя считают 52 %, среди лиц со средним образованием — 67 %, среди лиц с неполным средним образованием — 88 %. Согласно другому исследованию НИИКСИ СПбГУ среди студентов до 25 лет из Санкт-Петербурга, верующими себя считали — 54 %, а в 2006 — 53 %.
Признаки зависимости между религиозностью и уровнем образования неоднозначны. Влияние религии на образование может разниться в зависимости от типа религии. Например, христианские фундаменталисты, особенно женщины, обычно получают более слабое образование, чем другие слои общества.

## Критика
В первую очередь атеизм критикуют за то, что он отвергает веру в любые сверхъестественные сущности, существование которых верующим представляется очевидным. Атеизм также критикуют некоторые агностики, утверждающие, что не существует достаточных оснований категорично заявлять, что сверхъестественных существ нет.

### Атеизм как вера, религия
Многие богословы и христианские апологеты утверждают, что атеизм является своеобразной формой религии или веры. Утверждение «Атеизм есть вера» основывается на мнении, что отрицание существования высших сил требует уверенности в их отсутствии. Например, профессор Московской духовной академии А. И. Осипов писал: 

...атеизм вообще не предлагает человеку никаких фактов для подтверждения своей веры. Он не отвечает на важнейший для него вопрос: «Что должен сделать образованный человек, чтобы убедиться в небытии Бога»? Но без ответа на него атеизм теряет всякое доверие. Поэтому он способен призывать только к одному: «Верь, человек, что нет Бога, нет души, нет никакой посмертной жизни — ничего нет, кроме мига существования в этом мире. Верь, что тебя как личность ожидает вечная смерть, окончательное и полное уничтожение!»— Православная энциклопедия Азбука веры
Среди исследователей существуют разногласия по поводу допустимости характеризовать некоторые религии как атеистические из-за отсутствия в них веры в персонифицированного бога (например, буддизм).
Исходя из определения религии как веры в сверхъестественные силы ряд исследователей отрицают возможность характеризовать атеизм как религию, ведь атеист не верит в сверхъестественное.

### Атеизм и познаваемость мира
Ричард Докинз считает, что атеизм не заявляет о полной познаваемости мира, и атеисты, как правило, не придерживаются этой точки зрения.
Наиболее полно вопрос соотношения мировоззрения и познаваемости мира был раскрыт в философии науки, главным образом, в позитивизме и постпозитивизме. Последний представлен в широком спектре: от концепций, которые развивают научный метод (например, критика критерия Поппера или утончённый фальсификационизм) до концепций, которые доказывают, что между наукой, религией и мифом не существует принципиальной границы. В частности, Фейерабенд приходит к выводу, согласно которому невозможно утверждать, что научное знание более обоснованно, чем религиозное или мифологическое. Основные аргументы против подобной позиции крайнего релятивизма были изложены физиками Аланом Сокалом и Жаном Брикмоном. Они заключаются в доведении релятивизма (по мнению авторов) до абсурда, при рассмотрении практики, как единственного источника очевидных утверждений. Тем не менее, признаётся логическая неопровержимость и недоказуемость противоположной точки зрения.

### Атеизм, агностицизм и скептицизм
В наиболее общем виде источником критики атеизма со стороны агностиков является философский скептицизм, который может варьироваться и достигать отрицания реальности внешнего мира. Последнее приводит к сомнению в ценности эмпирического метода познания, как и его условий — бритвы Оккама и критерия Поппера. Иллюстрацией часто служит мозг в колбе или представление Рене Декарта о «злом демоне», существе, которое может обманывать все органы чувств человека. При этом, единственная частичка знания об окружающем мире, которую можно добыть исключительно рациональным способом, — это «я думаю, значит, я существую». Все остальные выводы могут оказаться ложными. Концепцию Декарта демонстрирует, например, популярный фильм «Матрица».

### Атеизм и мораль
На утверждение людей с религиозным мировоззрением о том, что распространение религии способствует укреплению моральных и «духовных» ценностей, их оппоненты отвечают, что по-настоящему нравственный человек поступает хорошо добровольно, по внутреннему убеждению и по велению автономной совести, а не с целью избежать страшного наказания от того или иного бога (хотя следует признать, что не во всех религиях страх наказания является мотивирующим фактором к самосовершенствованию). Также атеисты уверены, что сам по себе атеизм не побуждает к насилию, в то время как религия способствует массовой жестокости постоянно и в особенности по отношению к инаковерующим.
Атеисты предлагают свои системы моральных принципов (например, светский гуманизм) и свои объяснения возникновения совести и морали — не внушением людям нравственности откуда-то «свыше», а как феноменов, имеющих биологическую и этологическую первоосновы и дававших определённые эволюционные преимущества виду Homo sapiens, что и обусловило наблюдаемое сочетание генетического и социального (воспитание) механизмов их передачи между поколениями. Одним из авторитетных специалистов в области морали и этики, академиком А. А. Гусейновым, была сформулирована гипотеза о стадиальном происхождении нравственности, критерием которой служило обособление индивида от родо-племенной общности в качестве самодеятельной личности. О взаимосвязи между религией и моралью он высказался следующим образом: «Мораль не только может быть независимой от религии или других детерминирующих её факторов. Но только такой она и может быть! Она выражает автономию личности. Нет сомнения, религия и мораль — разные вещи. Но они при этом „тянутся“ друг к другу, перекрещиваются. Содержание нравственных норм и добродетелей является до банальности простым и практически одинаковым во всех развитых культурах; так, любой современный человек знает, что обманывать — плохо, а помогать нуждающимся — хорошо. Но что касается философских и религиозно-конфессиональных обоснований и конфигураций морали, то они сильно отличаются друг от друга. Поэтому в современных условиях очень важно акцентировать внимание на единстве нравственного опыта людей в рамках общепринятых светских форм жизни...
».

### Сходные течения
- Агностицизм
- Агностический атеизм
- Антитеизм
- Атомизм
- Игностицизм
- Локаята
- Материализм
- Ниришваравада
- Нетеизм
- Рационализм
- Сатанизм Лавея
- Светский гуманизм
- Секуляризм
- Скептицизм

### Научная литература
на русском языке
- Атеизм // Атеистический словарь / Абдусамедов А. И., Алейник Р. М., Алиева Б. А. и др.; Под общ. ред. М. П. Новикова. — 2-е изд., испр. и доп. — М.: Политиздат, 1985. — 512 с. — 200 000 экз.
- Гараджа В. И. Атеизм // Новая философская энциклопедия / Ин-т философии РАН; Нац. обществ.-науч. фонд; Предс. научно-ред. совета В. С. Стёпин, заместители предс.: А. А. Гусейнов, Г. Ю. Семигин, уч. секр. А. П. Огурцов. — 2-е изд., испр. и допол. — М.: Мысль, 2010. — ISBN 978-5-244-01115-9.
- Глаголев С. С. [[[s:Страница:Православная богословская энциклопедия. Том 2.djvu/75|заглавие=]]Православная богословская энциклопедия Атеизмъ] //  / А. П. Лопухин. — Петроград: Приложение к духовному журналу «Странник», 1901. — Т. II. Археология — Бюхнер. — С. 133—142.
- Григорьян М. М. Курс лекций по истории атеизма: учеб. пособие. — М.: Мысль, 1973. — 307 с.
- Докинз Ричард Бог как иллюзия
- [publ.lib.ru/ARCHIVES/N/NOVIKOV_M._P/_Novikov_M._P..html Карманный словарь атеиста] / Ю. А. Бахныкин, М. С. Беленький, А. В. Белов и др. Под ред. М. П. Новикова. — 4-е изд. — М.: Политиздат, 1983. — 271 с.
- История и теория атеизма / Под ред. М. П. Новиков. — 3-е изд.. — М., 1987. — 482 с.
- Карлюк А. С. Очерки по научному атеизму. — Минск: Издательство Академии наук Белорусской ССР, 1961. — 589 с.
- Настольная книга атеиста / С. Ф. Анисимов, Н. А. Аширов, М. С. Беленький и др.; Под общ. ред. С. Д. Сказкина. — 9-е изд., испр. и доп. — М.: Политиздат, 1987. — 431 с.
- Научный атеизм: Учебное пособие / Ред: М. П. Мчедлов. — М., 1988. — 304 с. — ISBN 5-250-00174-2.
- Попова М. А. Критика психологической апологии религии (Современная американская психология религии). — М.: Мысль, 1973. — 263 с.
- Современная буржуазная философия и религия / Под ред. А. С. Богомолова. — М.: Политиздат, 1977. — 376 с.
- Справочник атеиста / Под ред. Б. А. Лобовик. — Киев: Наукова думка, 1986. — 522 с. — 74 000 экз.
- Сухов А. Д. Атеизм передовых русских мыслителей: Радищев, декабристы, революционные демократы, естествоиспытатели-материалисты, революционные народники. — М.: Мысль, 1980. — 250 с.
- Тажуризина З. А. Актуальные вопросы истории атеизма: общественно-политическая литература. — М.: Издательство МГУ, 1979. — 208 с.
- Тихонов В. А. Исторические корни и проблемы научного атеизма в современной России. Религиозные угрозы в современном мире // Сборник научных статей по научному атеизму и истории. — М., 2015. — Т. 1. — С. 6—22.
- Успенская Е. Н. Этнокастовые общности пашенных земледельцев жаркого пояса, варновый статус шудра. // Антропология индийской касты / Е. Н. Успенская; Музей антропологии и этнографии им. Петра Великого (Кунсткамера). — СПб.: Наука, 2010. — 558 с. — ISBN 978-5-02-025614-9.
- Францов Г. П. Научный атеизм. — М.: Наука, 1972. — 634 с.
- Фурс В. Н. Атеизм // История философии. Энциклопедия / сост. и гл. науч. ред. А. А. Грицанов. — Минск: Интерпрессервис; Книжный Дом, 2002. — С. 1334—1335. — 1376 с. — (Мир энциклопедий). — ISBN 985-6656-20-6.
- Шахнович М. И. Происхождение философии и атеизм. — Л.: Наука, 1973. — 250 с.
- Шердаков В. Н. Иллюзия добра: Моральные ценности и религиозная вера. — М.: Изд-во политической литературы, 1982. — 287 с.

на других языках
- Brooke Noel Moore, Kenneth Bruder. Philosophy. The Power of Ideas. — 6th edition. — Mc Graw Hill, 2005. — 600 с. — ISBN 0-07-287603-4.
- Hume D. Dialogues Concerning Natural Religion. — London, 1779.
- Б. Рассел. История западной философии = The History of Western Philosophy. — Москва: Миф, 1993. — Т. II. — 446 с. — 10 000 экз. — ISBN 5-87214-012-6.

### Публицистика
- Вороницын И. П. История атеизма.
- Лукачевский А. Т. Очерки по истории атеизма.— «Антирелигиозник», 1929, № 10-12, 1930, № 1-4.
- Мезенцев В. А. 100 ответов верующим. — М.: Изд-во политической литературы, 1980. — 440 с.
- Ильенков Э. В. Так кто же кого создал?
- Никонов А. П. Апгрейд обезьяны. Большая история маленькой
сингулярности
- Таксиль, Лео Забавная Библия
- Таксиль Л. Забавное Евангелие.
- Таксиль Л. Священный вертеп.
- Худяков С. Религиозные предрассудки и борьба с ними. — М.: Госполитиздат, 1951. 67 с.
- Чащихин У. В. Научный атеизм. — М., 2013.
- Чертков А. Б., Комаров В. Н. Беседы о религии и атеизме. Книга для учителя. — М.: Просвещение, 1975. — 263 с. — 100 000 экз.

### Критика
- Атеизм: Фейербах и Маркс, Атеизм: Ницше и Фрейд // Христианство и религии мира (учебное пособие) ссылки не работают
- Щелкачев В. Путь учёного к глубокой вере через XX век